# Heras (Unternehmen)
Heras ist ein niederländisches Unternehmen, welches vor allem Zaunelemente zur Absperrung sowie Sicherheitssysteme herstellt.
Bei Heras arbeiten in mehreren europäischen Ländern insgesamt 1100 Mitarbeiter.

## Geschichte
Das Unternehmen Hekwerk Industrie Eindhoven wurde 1952 durch Frans Ruigrok in Oirschot gegründet. Im Jahr 1958 erfolgte die Umbenennung in Heras, abgeleitet von HEK- en RASterwerk. Im Jahr 1986 wurde es durch die Cement Roadstone Holding gekauft. Neben klassischen Absperrgittern bietet Heras auch Torantriebe, Überwachungssysteme und Zugangskontrollsysteme an. Der Jahresumsatz liegt bei 275 Millionen Euro.

## Galerie

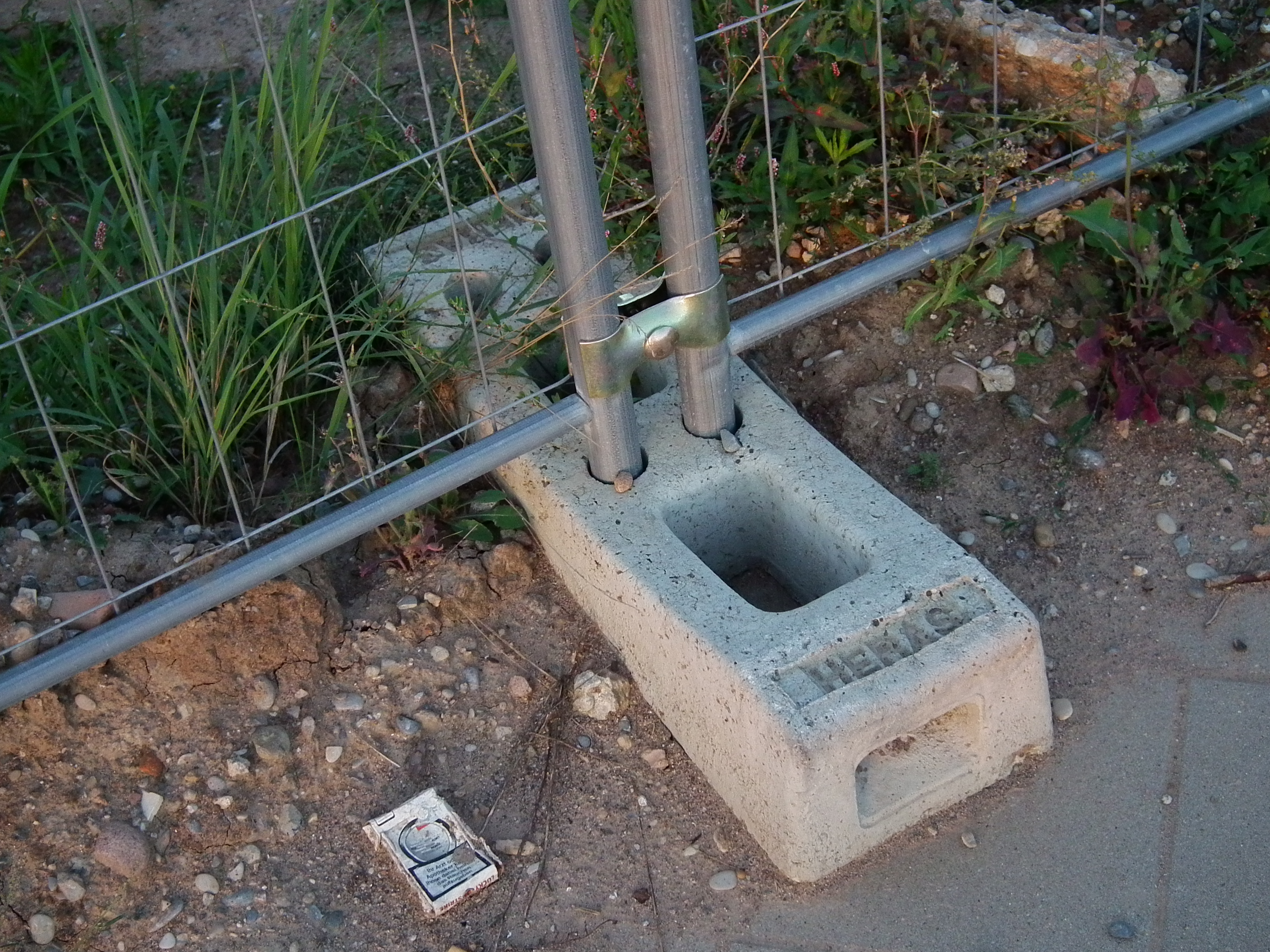
Heras Betonblock
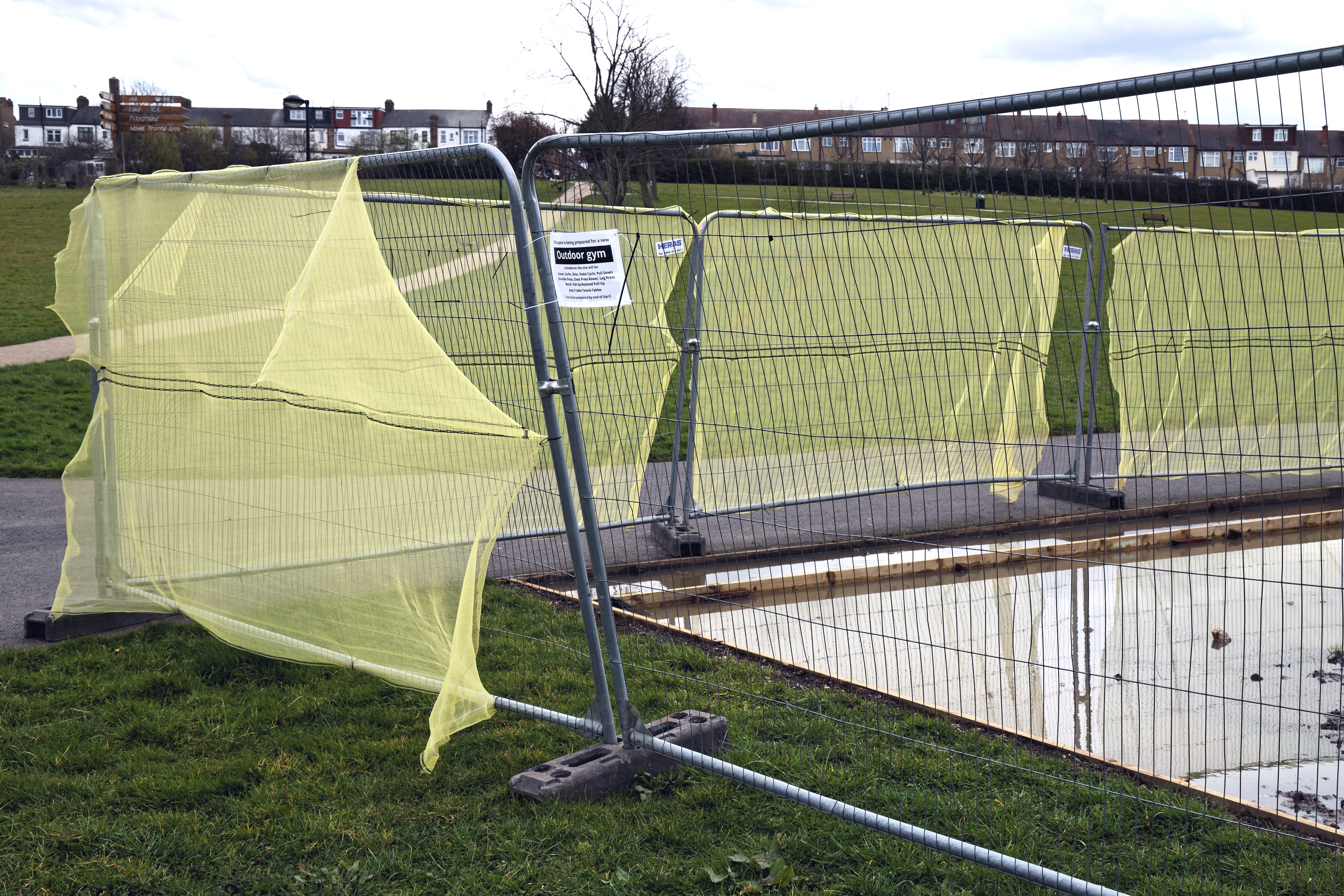
Heras Zaun